# تصادف هواپیمای فیلادلفیا لیرجت

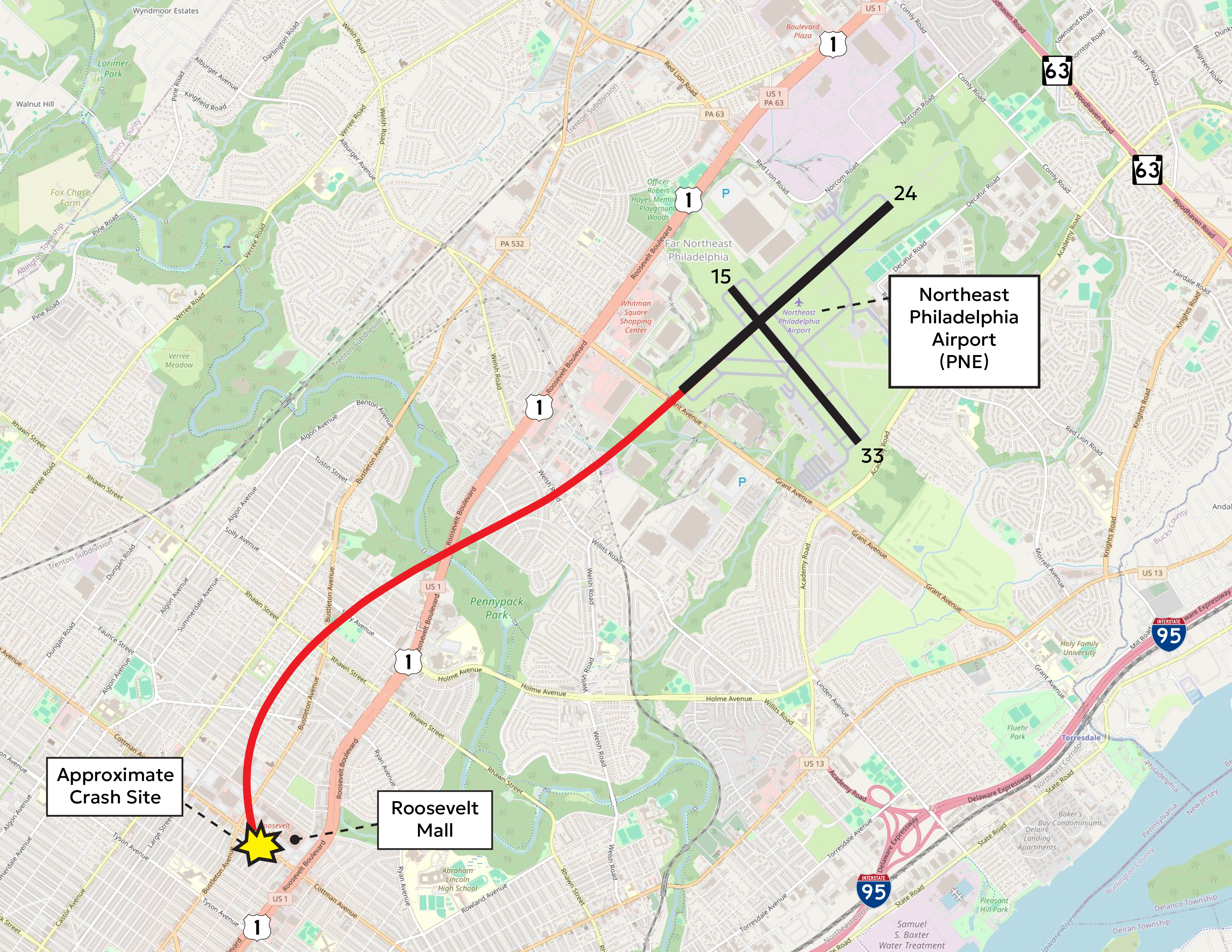
نقشه سقوط جت لیرجت در فیلادلفیا

در ۳۱ ژانویه ۲۰۲۵ اندکی پس از ساعت ۶:۰۰ بعد از ظهر به وقت استاندارد شرقی (۲۳:۰۰ UTC) یک هواپیمای لیرجت ۵۵ که توسط شرکت Med Jets SA de CV به نمایندگی از Jet Rescue Air Ambulance با شماره پروازی Med Jets Flight 56 پرواز امدادی از فرودگاه شمال‌شرقی فیلادلفیا به فرودگاه بین‌المللی تیخوانا و با توقف در فرودگاه ملی اسپرینگفیلد–برانسون انجام می‌داد اندکی پس از برخاستن، در فیلادلفیا، پنسیلوانیا سقوط کرد. شش نفر از جمله یک بیمار زن جوان و مادر او در آن هواپیما حضور داشتند.
هواپیما در جریان حادثه با چندین ساختمان و وسیله نقلیه برخورد کرد و باعث آتش‌سوزی و انفجار شد.

## حادثه
در ۳۱ ژانویه ۲۰۲۵ حدود ساعت ۶:۰۶ عصر به وقت استاندارد شرقی (EST) یک هواپیمای کوچک لیرجت ۵۵ حدود سی ثانیه پس از برخاستن از فرودگاه شمال شرقی فیلادلفیا در کمتر از ۳ مایل (۴٫۸ کیلومتر) دورتر از محل پرواز. سقوط کرد پس از آنکه به ارتفاع ۱٬۶۵۰ فوت (۵۰۰ متر) رسید. هواپیما با سرعتی معادل حدود ۱۱٬۰۰۰ فوت بر دقیقه (۳٬۴۰۰ متر بر دقیقه) سقوط کرد. این هواپیما در منطقه‌ای نزدیک به مرکز خرید روزولت در تقاطع خیابان کاتمن و بلوار روزولت سقوط کرد. هواپیما و بقایای آن به چندین ساختمان در این منطقه برخورد کردند.
دوربین جلوی در یک خانه، سقوط هواپیما و انفجار بزرگ و دود سنگین حاصل از آن را را ثبت کرد. پوشش خبری WTXF-TV نیز یک منطقه بزرگ از بقایای هواپیما و چندین آتش فعال را نشان داد.